# Dragueurs de mines belges de type MSC
Les dragueurs de mines belges de type MSC sont  des dragueurs de mines côtiers  de type AMS-60 Adjutant, sous-groupe de la classe MSC-60.

La Force navale belge a armé 26 dragueurs MSC.
Les 18 premières unités ont été construites dans plusieurs chantiers navals des États-Unis
Les 8 suivantes ont été construites dans plusieurs chantiers belges.

## Service
Les dragueurs de mines côtiers de type MSC se différencient des dragueurs de type MSI (Mine Sweeper Inshore) et des dragueurs de mines océaniques de type MSO (Mine Sweeper Ocean) par le fait pouvoir travailler en eau plus profonde (à partir de 10 mètres )sur les côtes.

## Conception
Les MSC sont construits avec une coque en bois et des équipements métalliques en acier a-magnétique...

### Moyens techniques
Dragage des mines :
- drague mécanique ;
- drague magnétique ;
- drague acoustique.

## Les unités
- Construction aux États-Unis

Adjutant-class motor minesweeper (États-Unis) : 
| Nom  | Ville marraine | ex(US Navy) | Chantier naval                                        | Mis sur cale      | Armement          | Reconversion                           | Fin de carrière                |
| ---- | -------------- | ----------- | ----------------------------------------------------- | ----------------- | ----------------- | -------------------------------------- | ------------------------------ |
| M910 | Diest          | AMS-77      | Quincy Adams Yacht Yard Quincy-Massachusetts          | 8 juin 1951       | 12 mai 1953       | vendu en 1969 à Taïwan M162 Yung Fu    | 1995                           |
| M911 | Eeklo          | AMS-101     | Hodgdon Brothers, Goudy & Stevens East Boothbay-Maine | 9 août 1951       | 23 juin 1953      | vendu en 1969 à Taïwan M167 Yung Ching | ?                              |
| M912 | Lier           | AMS-63      | Henri B. Newins inc. City Island-New York             | 11 mai 1951       | 3 août 1953       | vendu en 1969 à Taïwan M167 Yung Shan  | 1995                           |
| M913 | Maaseik        | AMS-78      | Hodgdon Brothers, Goudy & Stevens East Boothday-Maine | 15 mai 1951       | 4 août 1953       | vendu en 1969 à Taïwan M168 Yung Cheng | ?                              |
| M914 | Roeselare      | AMS-103     | Hodgdon Brothers, Goudy & Stevens East Boothday-Maine | 27 juillet 1951   | 4 août 1953       | vendu en 1966 à la Norvège M313 Tana   | 1997                           |
| M915 | Arlon          | AMS-104     | Hodgdon Brothers, Goudy & Stevens East Boothday-Maine | 10 septembre 1951 | 10 novembre 1953  | vendu en 1966 à la Norvège M314 Alta   | 1997                           |
| M916 | Bastogne       | AMS-151     | Hodgdon Brothers, Goudy & Stevens East Boothday-Maine | 30 janvier 1952   | 30 décembre 1953  | vendu en 1966 à la Norvège M317 Glomma | radié en 1986, détruit en 1992 |
| M917 | Charleroi      | AMS-152     | Hodgdon Brothers, Goudy & Stevens East Boothday-Maine | 25 février 1952   | 17 février 1954   | vendu en 1969 à Taïwan M166 Yung Chi   | détruit en 1992                |
| M918 | Saint-Nicolas  | AMS-64      | Henri B. Newins inc. City Island-New York             | 20 juillet 1951   | 15 février 1954   | vendu en 1969 à Taïwan M163 Yung Jen   | 1995                           |
| M919 | Saint-Trond    | AMS-169     | Consolited Shipbuilding Corp. Morris Heigts New York  | 18 septembre 1952 | 25 février 1954   | vendu en 1969 à la Grèce M202 Atlanti  | ?                              |
| M920 | Dixmude        | AMS-65      | Henri B. Newins inc. City Island-New York             | 20 novembre 1951  | 15 mars 1954      | vendu en 1969 à Taïwan M164 Yung Sui   | 1994                           |
| M921 | Herve          | AMS-153     | Hodgdon Brothers, Goudy & Stevens East Boothday-Maine | 22 mars 1952      | 14 avril 1954     | vendu en 1969 à la Grèce M205 Antiopi  | détruit en 1995                |
| M922 | Malmédy        | AMS-154     | Hodgdon Brothers, Goudy & Stevens East Boothday-Maine | 22 avril 1952     | 2 juin 1953       | vendu en 1969 à la Grèce M206 Fedra    | ?                              |
| M923 | Blankenberge   | AMS-170     | Consolited Shipbuilding Corp. Morris Heigts New York  | 16 décembre 1952  | 14 juin 1954      | vendu en 1969 à la Grèce M210 Thalia   | détruit en 2004                |
| M924 | La Roche       | AMS-171     | Consolited Shipbuilding Corp. Morris Heigts New York  | 27 mars 1953      | 23 août 1954      | vendu en 1969 à la Grèce M254 Niovi    | ?                              |
| M925 | La Panne       | AMS-131     | Hiltebrant Dry Dock Kingston-New York                 | 16 novembre 1953  | 13 septembre 1954 | vendu en 1969 à la Turquie M507 Seymen | ?                              |

MSC-218 Class costal minesweeper (États-Unis) :
| Nom  | Ville marraine | ex(US Navy) | Chantier naval                                        | Mis sur cale     | Armement     | Transfert    | Reconversion                      | Fin de carrière      |
| ---- | -------------- | ----------- | ----------------------------------------------------- | ---------------- | ------------ | ------------ | --------------------------------- | -------------------- |
| M934 | Verviers       | MSC-259     | Hodgdon Brothers, Goudy & Stevens East Boothbay-Maine | 20 octobre 1954  | 4 juin 1956  | 19 juin 1956 | chasseur de mines MHC934' en 1972 | 1988 (vendu en 1991) |
| M935 | Furnes         | MSC-260     | Hodgdon Brothers, Goudy & Stevens East Boothbay-Maine | 24 décembre 1955 | 23 août 1956 |              | chasseur de mines MHC935' en 1972 | 1987                 |

- Construction en Belgique :

| Nom  | Ville marraine | Chantier naval                | Mis sur cale | Armement         | Reconversion                                      | Fin de carrière                           |
| ---- | -------------- | ----------------------------- | ------------ | ---------------- | ------------------------------------------------- | ----------------------------------------- |
| M926 | Malines        | J. Boel & Zonen Temse         | 15 mai 1953  | 7 décembre 1954  | navire de recherche océanographique A962 Mechelen | vendu en 1984 à Brudge Scheelpsloperij    |
| M927 | Spa            | J. Boel & Zonen Temse         | juin 1953    | 10 mars 1955     | navire de transport de munitions A963 Spa en 1973 | vendu en 1993 en Hollande AMS 60 Bernisse |
| M928 | Stavelot       | J. Boel & Zonen Temse         | avril 1954   | 21 février 1956  |                                                   | vendu en 1990 à Mantel B.V. Amsterdam     |
| M929 | Heist          | J. Boel & Zonen Temse         | juin 1954    | 4 avril 1956     | A964 Heist de 1978 à 85                           | 1991                                      |
| M930 | Rochefort      | Béliard Crigthon N.V. Ostende | juillet 1953 | 25 novembre 1955 |                                                   | 1991                                      |
| M931 | Knokke         | Béliard Crigthon N.V. Ostende | juillet 1953 | 1955             |                                                   | 1967                                      |
| M932 | Nieuport       | Béliard Crigthon N.V. Ostende | juillet 1953 | 21 novembre 1955 |                                                   | vendu au Danemark en 1994                 |
| M933 | Coxyde         | Béliard Crigthon N.V. Ostende | juillet 1954 | 29 novembre 1955 |                                                   | 1991                                      |